# Marthe Massin

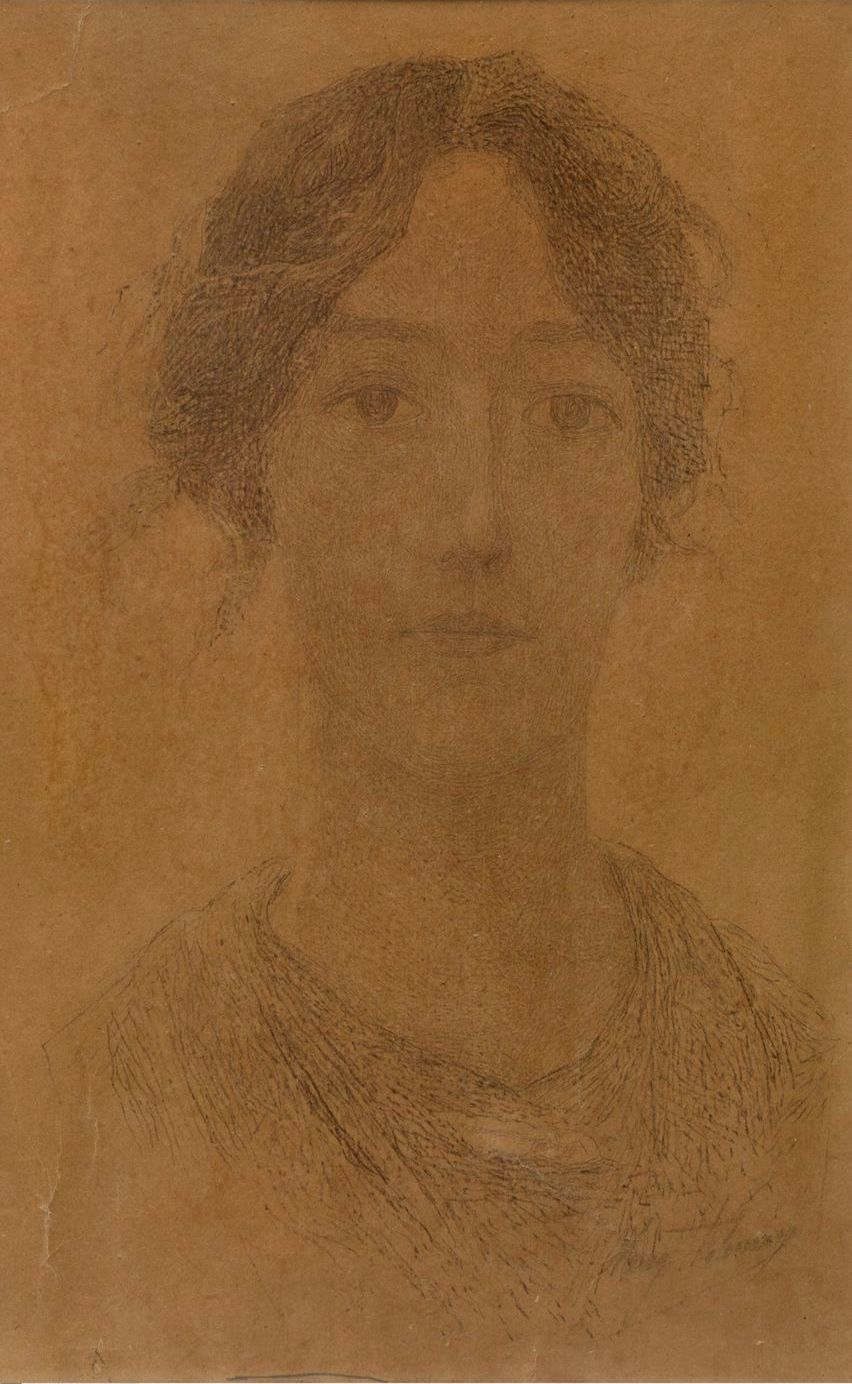
Marthe Verhaeren, Zeichnung von Auguste Donnay (undatiert)

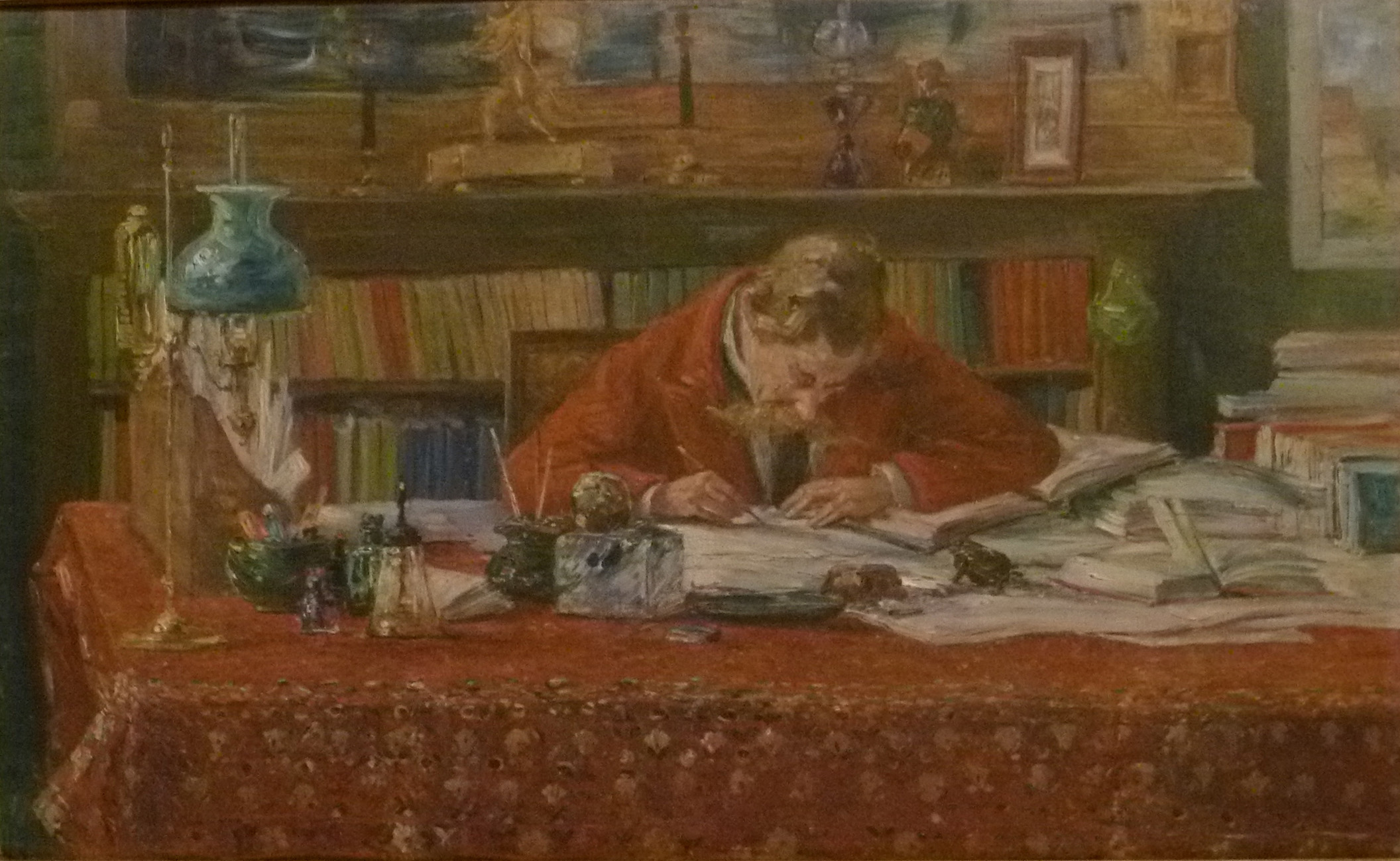
Émile Verhaeren schreibend an seinem Arbeitstisch. Marthe Verhaeren, Museum Plantin-Moretus, Antwerpen

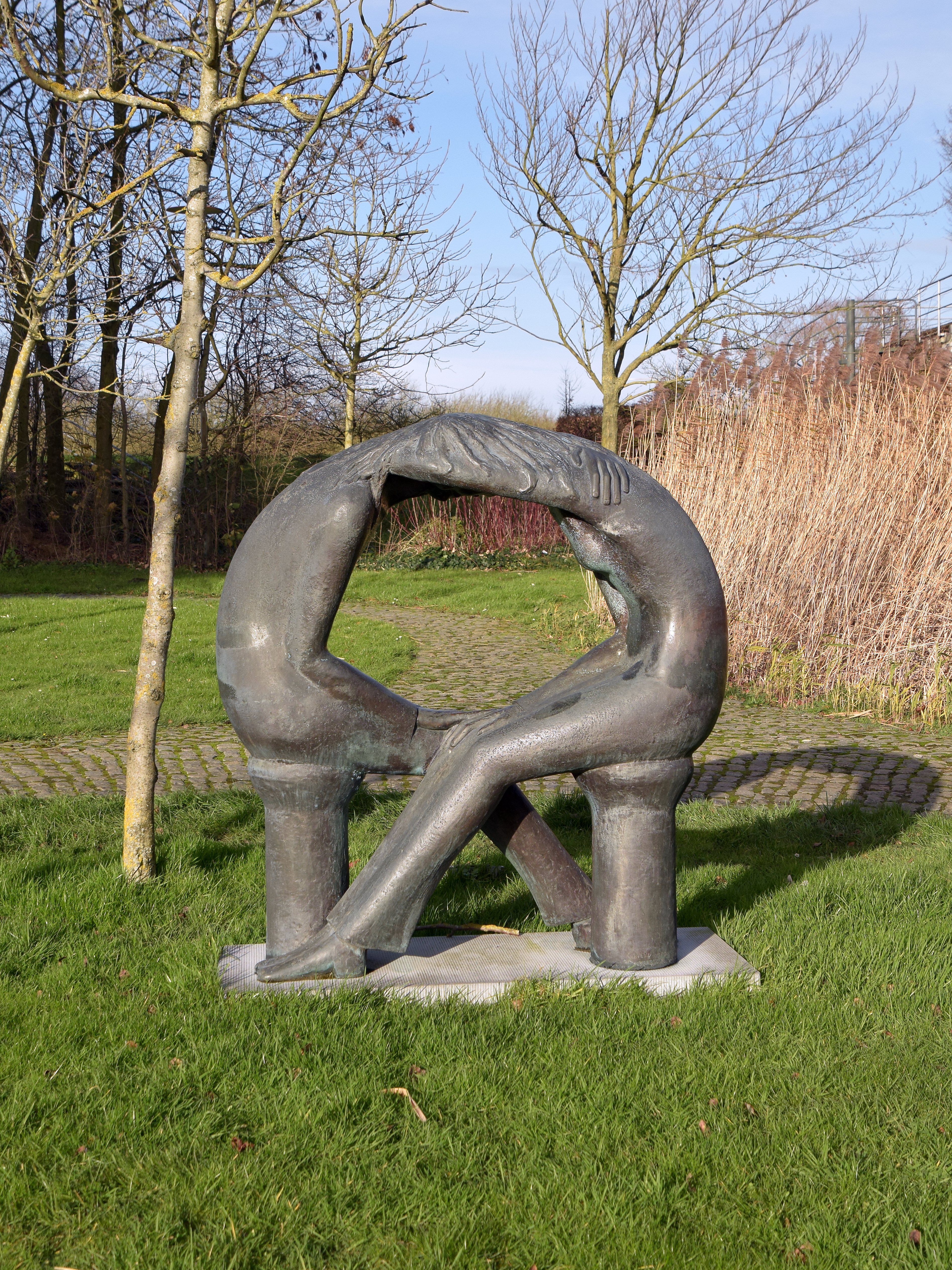
Jan Mees: Statue zu Ehren von Marthe und Èmile Verhaeren in Sint-Amands

Marthe Massin (verheiratet: Marthe Verhaeren, auch: Massin-Verhaeren; * 6. Oktober 1860 in Lüttich; † 2. Juni 1931) war eine belgische Malerin sowie Ehefrau, Muse, Assistentin und Hüterin des Nachlasses von Émile Verhaeren.

## Leben
Marthe Massin wurde 1860 in eine wohlhabende Familie geboren. Ihre Mutter war Constance Marchet, ihr Vater Gustave Massin, ein Zigarrenhändler. Sie hatte eine jüngere Schwester, Juliette, die später William Degouve de Nuncques heiratete.
Marthe Massin erhielt ebenso wie ihre Schwester eine Ausbildung an der privaten Kunstakademie in Brüssel, die – anders als die staatlichen Akademien – seit 1883 Frauen zuließ und ihnen sogar das Studium am (weiblichen) Aktmodell ermöglichte. Nach dem Abschluss richtete sich 1889 im Elternhaus ein eigenes Atelier ein.
Sie malte und beschickte – recht zurückhaltend – einige Ausstellungen mit ihren Arbeiten, so etwa 1884 den Salon triennal oder den Salon de Voorwaarts 1889. Als Motive wählte sie in dieser Zeit Stadtansichten sowie Bäuerinnen und Arbeiterinnen. Darüber hinaus gab sie auch selbst Kunstunterricht, unter anderem unterrichtete sie die Kinder von Graf Marnix von Sint-Aldegonde in Bornem. Hier lernte sie 1889 den Dichter Émile Verhaeren kennen, eine Begegnung, die in Verhaerens Biografien als „Liebe auf den ersten Blick“ beschrieben wird. Die Gefühle waren ihrer nun folgenden Korrespondenz zufolge wohl gegenseitig und das Paar heiratete im August 1891.
Die Beziehung der beiden wirkte sich auf ihrer jeweilige Arbeit aus – Vehaerens Lyrik wurde weniger düster und er schrieb mehrere Sammlungen von Liebesgedichten, sie gab den Kunstunterricht auf und wählte vorrangig ihren arbeitenden Ehemann und Orte des gemeinsamen Lebens als Motiv ihrer Zeichnungen und Gemälde. Sie malte den Garten, in dem sie sich trafen, oder ihr Haus. Dabei verwendete sie eine Vielzahl von Techniken wie Ölmalerei, Rötel oder Tusche verwendet. Kleine Studien zeigen Bleistifte und Federn Verhaerens auf dessen Schreibtisch.
Verhaeren ermutigte sie in ihrer künstlerischen Tätigkeit, sie stellte jedoch nicht mehr öffentlich aus und unterstützte ihn bei der Herausgabe seiner Arbeiten – viele seiner Manuskripte tragen Korrekturen mit ihrer Handschrift.
In den Erinnerungen von Stefan Zweig, der mit Verhaeren freundschaftlich verbunden war und seine Arbeiten ins Deutsche übersetzt hatte, wird Marthe Verhaeren als „schattenhaft“ hinter ihm zurücktretend, „fast unbekannt“ beschrieben. Ihr einziger Ehrgeiz sei es „unsichtbar in diesem Werk, in dieser Existenz unterzugehen, um wohltätig wirkend die dichterische Kraft ihres Gatten sich ganz entfalten zu lassen“. Dabei sei sie die „Leuchkraft seines Lebens“, eine kluge, ernste Beraterin, die ihn aus den Tumult der Leidenschaft gerettet habe und niemals an den innersten Willen seiner Natur und seine Freiheit rühre. Die Kunsthistorikerin Renate Berger bemerkte in ihrem Essay Künstlerpaare – oder die Kunst des Verschwindens 2007 an, dass hier ein Verlangen nach Unterwürfigkeit und einer „Betreuungsleistung“ sichtbar werde, auf die ein so bedeutender Mann wie Verhaeren doch mühelos hätte verzichten können, zumal er in seinen Gedichten „Selbstverwirklichung durch eigene Kraft“ formuliert habe. Darstellungen der Kunsthistorikerin Barbara Caspers warnen vor einem Anachronismus, relativieren die Einordnung der Beziehung als Akt der Selbstaufopferung Marthe Verhaerens und sehen es als ihre bewusste Entscheidung, ein Leben an der Seite – nicht im Schatten – des berühmten Dichters zu führen. Die Menge ihrer Zeichnungen zeuge von einer unaufhörlichen Übung, die der allgemein akzeptierten Vorstellung widerspreche, dass sie ihre eigene künstlerische Tätigkeit aufgegeben habe, um sich ganz ihrem Mann zu widmen. Sie sei ihr Leben lang Künstlerin geblieben.
Nach dem Tod ihres Ehemannes 1916 bis zu ihrem eigenen Ableben widmete sich Marthe Verhaeren vollumfänglich der Betreuung seines Nachlasses und der Erinnerung an Verhaeren. Sie ließ das im Krieg zerstörte Haus in Sint Amands originalgetreu wieder aufbauen, fertigte Zeichnungen für die Rekonstruktion seines Arbeitszimmers in der Königlichen Bibliothek in Brüssel an und hinterließ dieser nach ihrem Tod 1931 schließlich den gesamten literarischen und dokumentarischen Nachlass.
Der Großteil ihrer Mappen mit Zeichnungen wird vom Archives et Musée de la littérature in Brüssel aufbewahrt; Teile davon wurden 2016 im Musée des Beaux-Arts in Tournai im Rahmen einer Ausstellung zu Émile Verhaeren gezeigt. Einige bis dato ungezeigte Werke waren Teil der Ausstellung Aimer et être aimé  im Verhaeren-Museum in Sint Amands. Ein anderer Teil der Arbeiten geriet durch einen privaten Nachlass ins Museum Plantin-Moretus in Antwerpen.